# قلعه وینزر

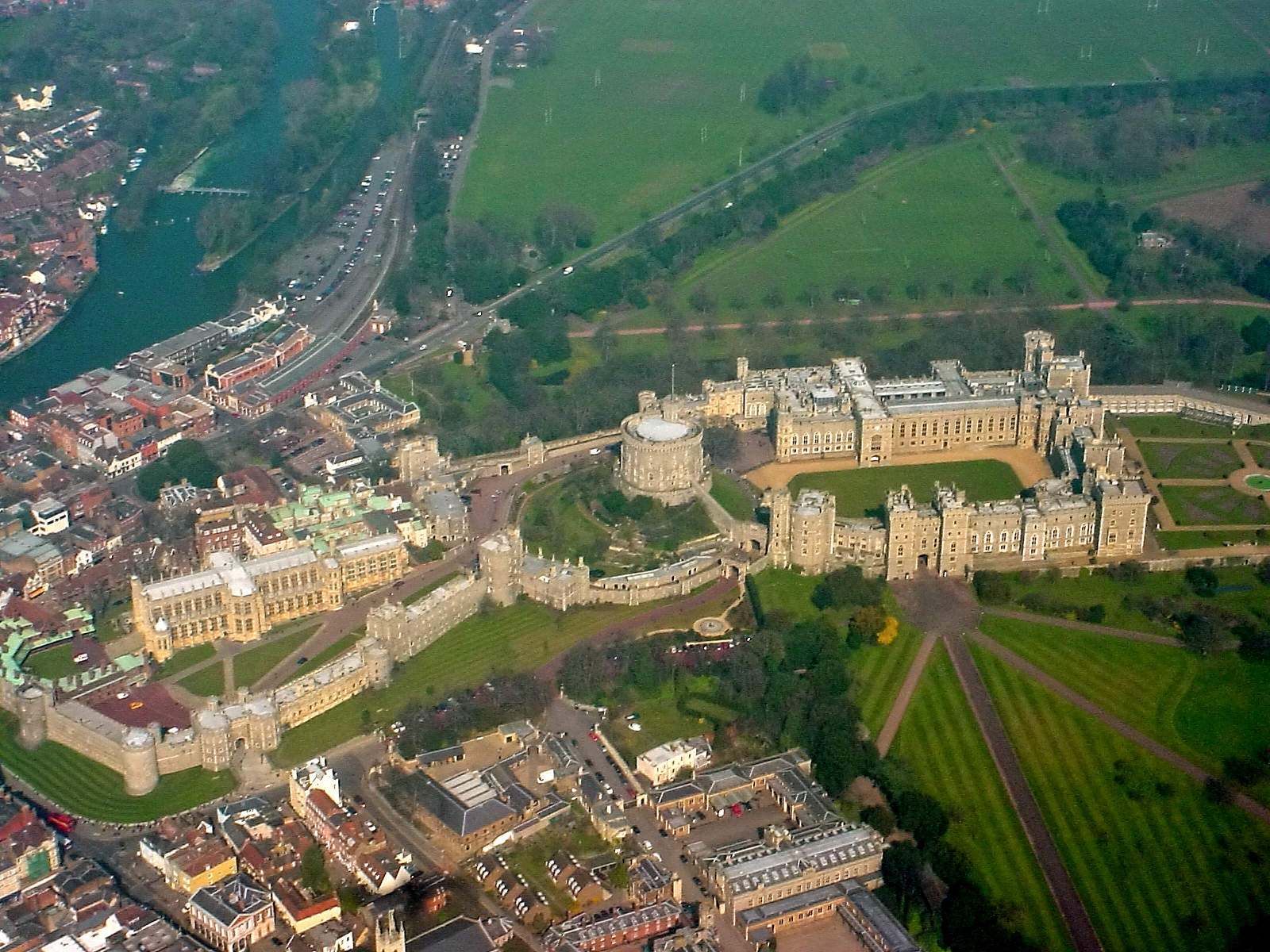

قلعه وینزِور (به انگلیسی: Windsor Castle) در شهر وینزر، شهرستان بارکشر انگلستان قرار دارد. تاریخ بنای قلعه به زمان ویلیام اول بر می‌گردد. مساحت قلعه ۴۵٬۰۰۰ متر مربع است.
قلعه وینزر بزرگترین قلعه دنیا محسوب می‌شود. این قلعه به همراه کاخ هولی روود و کاخ باکینگهام، محل اقامت خانواده سلطنتی بریتانیا است.
این قلعه محل دفن تعدادی از پادشاهان و ملکه بریتانیا از جمله ملکه الیزابت دوم، جرج ششم، جورج پنجم و ادوارد هفتم و دیگر اعضای خانواده سلطنتی نیز هست.
در این قصر نسخه ای از شاهنامه فردوسی وجود دارد که بسیار نفیس و کهن است.